# Paracordyloporus capreolus
Paracordyloporus capreolus är en mångfotingart som beskrevs av Imre Loksa 1967. Paracordyloporus capreolus ingår i släktet Paracordyloporus och familjen Chelodesmidae. Inga underarter finns listade i Catalogue of Life.